# Nová Ves, Plzeň-jih
Nová Ves là một làng thuộc huyện Plzeň-jih, vùng Plzeňský, Cộng hòa Séc.